# Selektiv spisning
Selektiv spisning (også kaldet Selective Eating Disorder (SED) eller Avoidant/Restrictive Food Intake Disorder (ARFID)) er en lidelse/spiseforstyrrelse, hvor der kun er ganske få madvarer, en person kan spise. Lidelsen er en diagnose i det amerikanske diagnosesystem DSM, men ikke i det europæiske og danske ICD.
De fødevarer personen undgår kan være baseret på udseende, lugt, smag, konsistens, mærke, serveringsform eller en tidligere negativ oplevelse med den pågældende type mad.
Forstyrrelserne kan bl.a. ses hos personer med autisme.
Personer, der lider af selektiv spisning, har ikke et anderledes kropsbillede end andre og ønsker ikke nødvendigvis at tabe sig, som det fx ses ved anoreksi.
Inden for alle kulturer er der fødevarer, man spiser, og fødevarer, man bestemt ikke spiser. Hvis der er alt for mange af de fødevarer, det er normalt at spise, som man slet ikke kan spise, kan man ende med at blive meget isoleret. Forstyrrelserne kan endvidere lede til angst.
Selektiv spisning kan medføre alvorlige mangelsymptomer, og mangelsygdomme. 
Lidelsen kan behandles med adfærdsterapi.